# Nagroda Brama Stokera w 1992

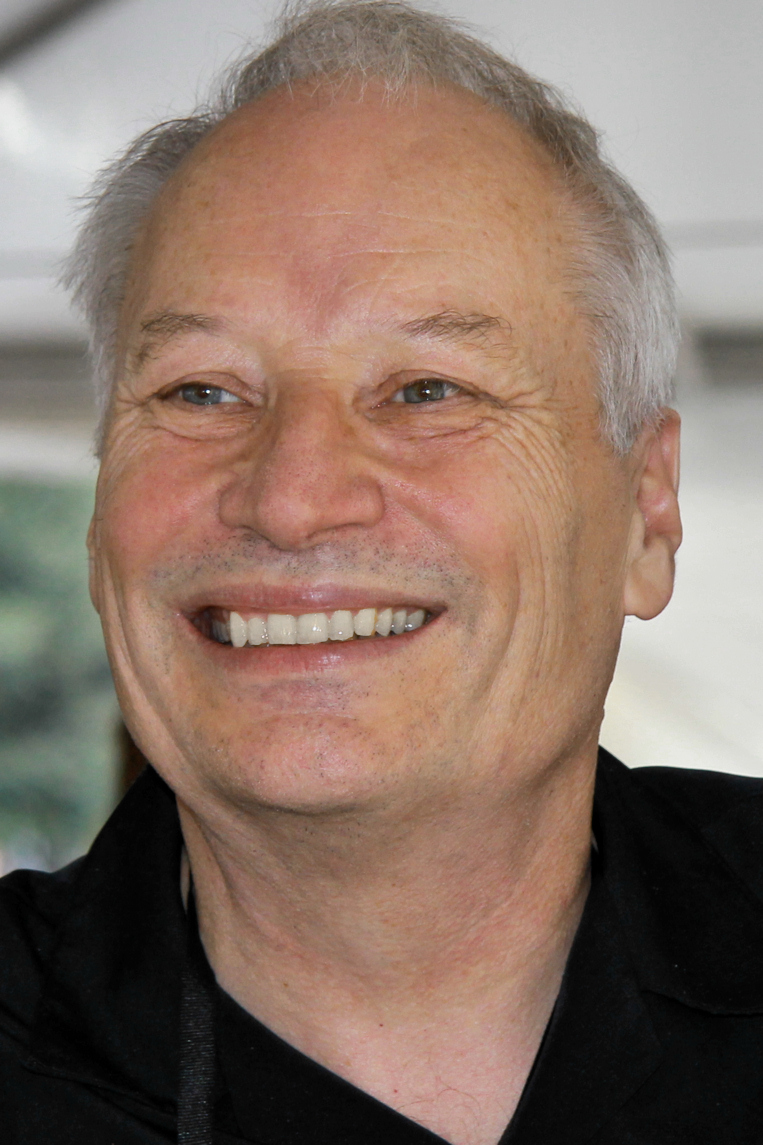
Joe R. Lansdale - zwycięzca w kategorii Długie opowiadanie za The Events Concerning a Nude Fold-Out Found in a Harlequin Romance

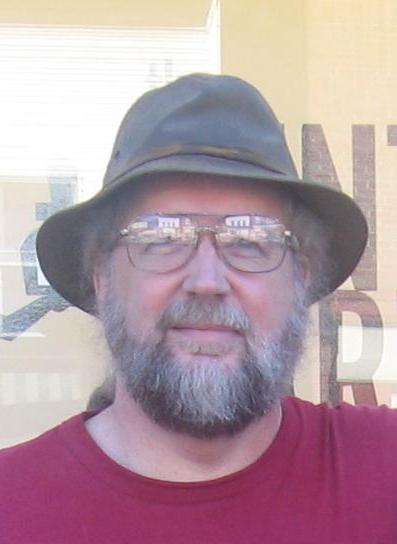
Stephen R. Bissette - zwycięzca w kategorii Długie opowiadanie za Aliens: Tribes

Zwycięzcy i nominowani do Nagrody Brama Stokera za rok 1992.

## Kategorie
- Powieść (Novel) – utwór składający się z 40 000 lub więcej słów pisany prozą
- Debiut powieściowy (First Novel) – utwór składający się z 40 000 lub więcej słów pisany prozą napisany przez autora, który nigdy wcześniej nie publikował utworu w gatunkach horror, dark fantasy lub okultyzmu
- Długie opowiadanie (Long Fiction) – utwór składający się co najmniej z 7 500 słów, ale nie więcej niż 39 999 słów pisany prozą
- Krótkie opowiadanie (Short Fiction) – utwór składający się z nie więcej niż 7 499 słów pisany prozą
- Zbiór opowiadań (Fiction Collection) – zbiór co najmniej trzech oddzielnych utworów napisanych przez jednego autora i oferowanych na sprzedaż lub dystrybuowane w jednym pakiecie w formie książki, książki audio, książki elektronicznej lub innej formie. Łączna długość utworów musi wynosić co najmniej 40 000 słów.
- Utwór non-fiction (Nonfiction) – utwór składający się z 40 000 słów. Może być w formie np: krytyki, biografii, autobiografii, analizy naukowej, odniesień, komentarzy, opinii z zakresu szeroko pojętego horroru, dark fantasy lub okultyzmu.

## Legenda
| zwycięzca |
| nominacja |

## Powieść (Novel)
| Imię i nazwisko      | Tytuł oryginalny      | Tytuł polski     |
| -------------------- | --------------------- | ---------------- |
| Thomas F. Monteleone | Blood of the Lamb     |                  |
| Matthew Costello     | Homecoming            |                  |
| Brian Hodge          | Deathgrip             |                  |
| Dean R. Koontz       | Hideaway              | Przełęcz śmierci |
| Dan Simmons          | Children of the Night |                  |

## Debiut powieściowy (First Novel)
| Imię i nazwisko    | Tytuł oryginalny | Tytuł polski |
| ------------------ | ---------------- | ------------ |
| Elizabeth Massie   | Sineater         |              |
| Poppy Z. Brite     | Lost Souls       |              |
| Brian D'Amato      | Beauty           |              |
| Gary Raisor        | Less Than Human  |              |
| Wayne Allen Sallee | The Holy Terror  |              |

## Długie opowiadanie (Long Fiction)
| Imię i nazwisko    | Tytuł oryginalny                                                   | Tytuł polski |
| ------------------ | ------------------------------------------------------------------ | ------------ |
| Stephen Bissette   | Aliens: Tribes                                                     |              |
| Joe R. Lansdale    | The Events Concerning a Nude Fold-Out Found in a Harlequin Romance |              |
| David Morrell      | Nothing Will Hurt You                                              |              |
| David Morrell      | The Shrine                                                         |              |
| Wayne Allen Sallee | For You, the Living                                                |              |

## Krótkie opowiadanie (Short Fiction)
| Imię i nazwisko    | Tytuł oryginalny           | Tytuł polski |
| ------------------ | -------------------------- | ------------ |
| Dan Simmons        | This Year's Class Picture  |              |
| Nancy Kilpatrick   | Farm Wife                  |              |
| Karl Edward Wagner | Did They Get You to Trade? |              |
| Gahan Wilson       | Come One, Come All         |              |
| Douglas E. Winter  | Bright Lights, Big Zombie  |              |

## Zbiór opowiadań (Fiction Collection)
| Imię i nazwisko    | Tytuł oryginalny              | Tytuł polski |
| ------------------ | ----------------------------- | ------------ |
| Norman Partridge   | Mr. Fox and Other Feral Tales |              |
| Elizabeth Engstrom | Nightmare Flower              |              |
| I.U. Tarchetti     | Fantastic Tales               |              |
| Carol J. Clover    | Men, Women, and Chainsaws     |              |

## Utwór non-fiction (Nonfiction)
| Imię i nazwisko    | Tytuł oryginalny                   | Tytuł polski |
| ------------------ | ---------------------------------- | ------------ |
| Christopher Golden | Cut! Horror Writers on Horror Film |              |
| Cosette Kies       | Young Adult Horror Fiction         |              |
| John Russo         | Scare Tactics                      |              |
| Stanley Wiater     | Dark Visions                       |              |

## Nagroda za całokształt twórczości (Lifetime Achievement)
- Ray Russell(inne języki)